# Jabeur Dridi
Jabeur (Ameur) Dridi – tunezyjski zapaśnik walczący w obu stylach. Zajął czwarte miejsce na igrzyskach śródziemnomorskich w 1975. Złoty medalista igrzysk afrykańskich w 1978. Zdobył sześć medali na mistrzostwach Afryki w latach 1981 - 1985. Siódmy na igrzyskach śródziemnomorskich w 1979 i 1983. Wygrał igrzyska panarabskie w 1985. Złoty medalista mistrzostw arabskich w 1979 i 1983 roku.